# Pohořílky (Fulnek)

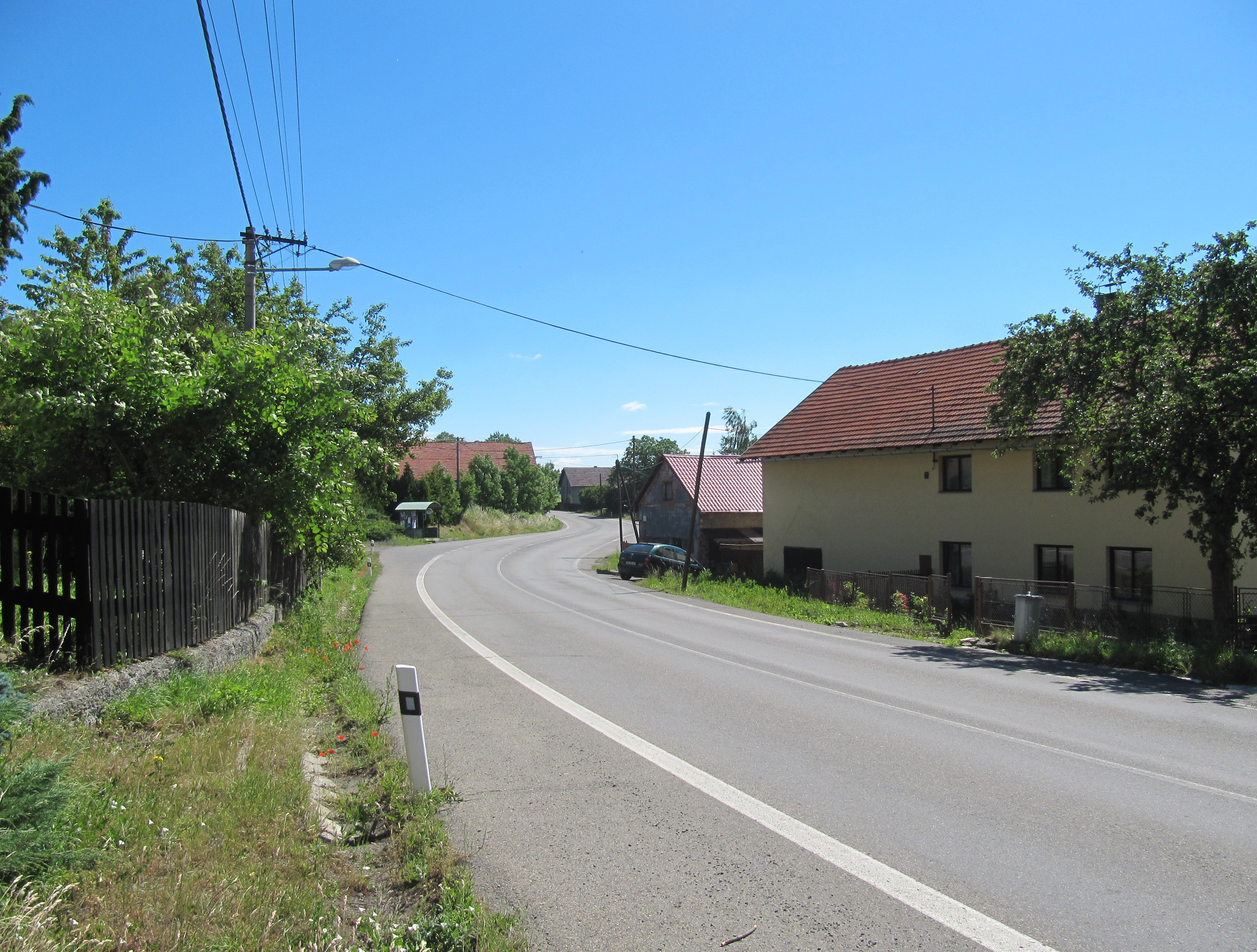
Staatsstraße

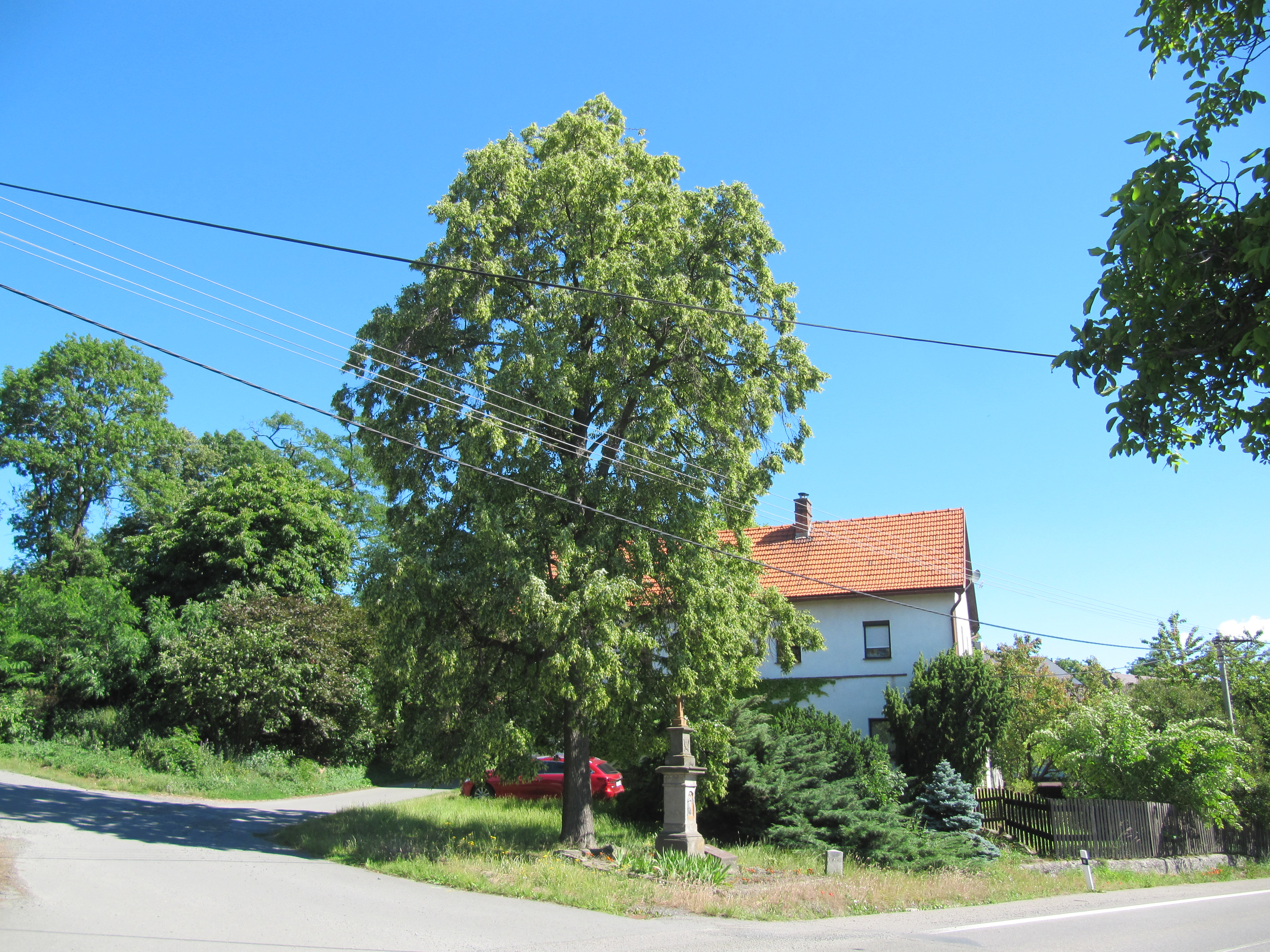
Wegkreuz

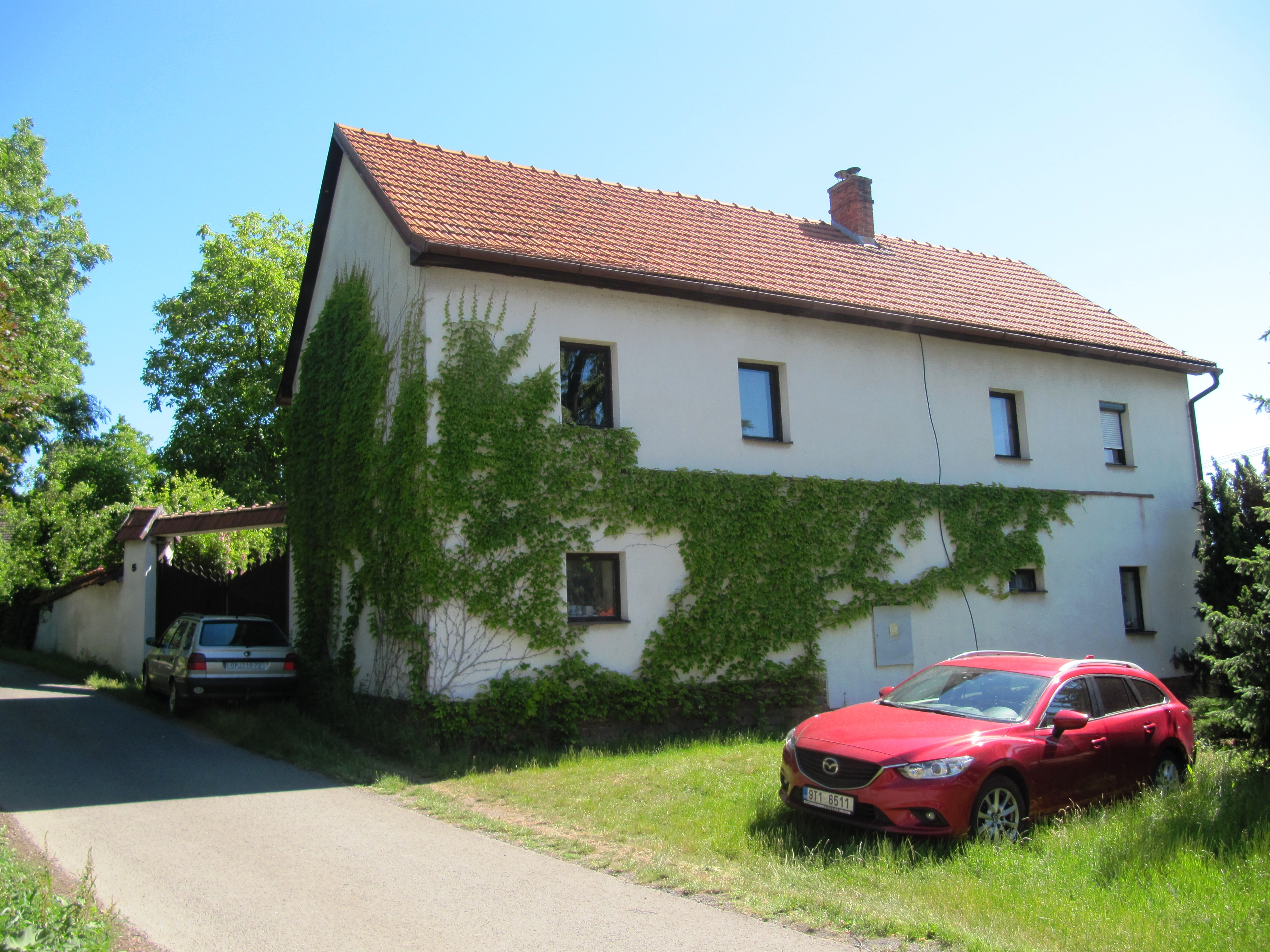
Haus Nr. 5

Pohořílky (deutsch Schimmelsdorf) ist ein Ortsteil der Stadt Fulnek in Tschechien. Er liegt fünf Kilometer nordöstlich von Fulnek und gehört zum Okres Nový Jičín.

## Geographie
Der als Rundangerdorf angelegte Ort befindet sich in der Quellmulde des Baches Pustějovský potok in der Vítkovská vrchovina (Wigstadtler Bergland). Nördlich und westlich des Dorfes fließt der Bravinský potok (Brawiner Bach). Im Norden erhebt sich der U Vodárny (373 m n.m.), nordöstlich der U Větřáku (Pechenberg, 380 m n.m.) und im Südwesten die Kamenná hora (Steinhübel, 336 m n.m.). Durch Pohořílky führt die Staatsstraße II/647 zwischen Fulnek und Bílovec (Wagstadt). Das Dorf liegt im Naturpark Oderské vrchy.
Nachbarorte sind Bravinné (Brawin) und Stará Ves (Altstadt) im Norden, Hubleska, Bílovec, Labuť (Wipplarsdorf) und Bílov (Bielau) im Nordosten, Butovice (Botenwald) im Osten, Dolní Dvůr (Blücherhof) und Pustějov (Petrowitz) im Südosten, Kujavy (Klantendorf) im Süden, Kostelec (Hochkirchen) und Jílovec (Eilowitz) im Westen sowie Lukavec (Luck) und Dolní Nový Dvůr (Unter-Neuhof) im Nordwesten.

## Geschichte
Die Ansiedlung ist slawischen Ursprungs, eventuell ist sie mit dem 1240 erwähnten Zkirbimire identisch. Die erste urkundliche Erwähnung des zur Herrschaft Fulnek gehörigen Dorfes Scirbine (Skrbeň) erfolgte am 16. April 1329, als die Witwe des Bielauer Vogtes Rudlin, Borislawa, ihren Brüdern zwei Hufen Land in dem Dorf abtrat und zugleich durch Jan und Drslav von Krawarn auf Fulnek und Wagstadt die Bielauer Erbrichterei erblich zugeschrieben bekam. Dies blieb zugleich die einzige Erwähnung von Scirbine. Wahrscheinlich bestand in Scirbine bereits zu dieser Zeit ein Hof oder Festes Haus; beim Abbruch des Schlosses wurde ein steinernes Türgestell mit gotischen Buchstaben und der Jahreszahl 1322 aufgefunden. 
Bereits 1374 wurde der Ort als Pohořalka bezeichnet. Im Jahre 1389 hatte der Vladike Mixico de Pohrolky (Mikšík z Pohořílky) seinen Sitz in Pohrolka. Die Herkunft dieser Familie ist nicht bekannt, wahrscheinlich handelt es sich um Lehnsmannen der Herren von Krawarn, die sich nach der Feste benannten. In der zweiten Hälfte des 15. Jahrhunderts kaufte der Besitzer der von Fulnek abgetrennten Herrschaft Wagstadt, Nikolaus von Füllstein, die Feste Pohořalka mit allem Zubehör auf und verband sie mit seiner Herrschaft. Dessen ungeachtet blieb Pohořalka auch weiterhin ein Fulneker Lehn. Johann von Zierotin, der die Herrschaft Fulnek 1485 vom Troppauer Herzog Viktorin erworben hatte, ließ sie 1480 mit allem Zubehör – darunter auch das Lehngut Pohořilka, mit dem Niklas Bielowsky belehnt war – anstatt in der Troppauer in der Olmützer Landtafel einlegen. Zur Beilegung des anhaltenden Streites wegen der Einlegung der Herrschaften Fulnek und Odra in die mährische Landtafel wurde 1493 eine neue Grenzziehung zwischen Mähren und Schlesien vorgenommen, bei der die Herrschaft Fulnek endgültig der Markgrafschaft Mähren zugeschlagen und die Stiftsdörfer Petrowitz, Altstadt, Bielowetz, Bielau, Eilowitz, Luck und Tyrn weiterhin bei Schlesien verblieben. Durch die neue Grenze war Pohořilkazu drei Seiten von schlesischem Gebiet umgeben. Wenzel von Füllstein veräußerte 1543 die Herrschaft Wagstadt einschließlich Pohořílky wegen Überschuldung an Heinrich Kottulinsky von Kottulin. Letzterer verkaufte das Gut Pohořílky 1547 an seinen Beamten Matthias Stischl von Alschitz (Matyáš Štysl z Alšic), wenig später gelangte es wieder an die Familie Kottulinsky von Kottulin zurück. Georg Kottulinsky von Kottulin ließ die alte Feste nach 1564 zu einem Renaissanceschloss umgestalten. Im Jahre 1569 übertrug er das Gut Pohořílky seinem Sohn Ctibor. Später fiel das Lehn wieder an die Herrschaft Fulnek heim.
Zwischen dem 15. und 17. Jahrhundert wurde das Dorf zumeist mit Pohořelka bzw. Pohořílka bezeichnet, im 16. Jahrhundert kam noch die Namensform Pohořílky hinzu. Aus dem Jahre 1475 ist die Bezeichnung Šimsdorf überliefert. Der Ortsname Schimmelsdorf wurde seit 1558 verwendet, die Variante Schimbsdorf fand 1771 Verwendung.
Bei der 1584 erfolgten Teilung der Herrschaft Fulnek fiel das Gut Schimmelsdorf zusammen mit dem Kunewalder Anteil Johann Balthasar Zedritz von Kinsberg zu. Er legte sich das Prädikat von Kunewald und Schimmelsdorf zu. Am 4. Juli 1592 kaufte Johann Skrbenský von Hříště auf Fulnek die Feste, das Gut und das Dorf Schimmelsdorf für 6500 Mährische Gulden auf. Er zog das Lehn ein und vereinigte das Gut mit seiner Herrschaft Fulnek. Das Schloss verlor damit seine Funktion als Herrensitz und wurde dem Verfall preisgegeben. Die ersten Kirchenbücher wurden 1642 in Schlatten geführt, ab 1652 erfolgte dies in Bielau. Im Jahre 1756 ließ die Herrschaft Fulnek das Schloss abbrechen und an seiner Stelle einen Meierhof errichten. 1784 wurde das Dorf der neu errichteten Pfarrei Klantendorf zugeordnet.
Im Jahre 1834 bestand das im Prerauer Kreis an der Handelsstraße nach Wagstadt gelegene Dorf Schimmelsdorf bzw. Pohořelky aus 29 Häusern, in denen 213 deutschsprachige Personen lebten. Haupterwerbsquellen waren Ackerbau und Viehzucht, außerdem spielten der Obstbau und die Bienenzucht eine Rolle. Im Ort gab es einen herrschaftlichen Meierhof und eine schankberechtigte Erbrichterei, auf der Anhöhe über dem Dorf stand eine Windmühle. Pfarr- und Schulort war Klantendorf. 1844 wurde die Schutzengelkapelle geweiht. Bis zur Mitte des 19. Jahrhunderts blieb Schimmelsdorf der Allodialherrschaft Fulnek untertänig.
Nach der Aufhebung der Patrimonialherrschaften bildete Schimmelsdorf / Pohořelky ab 1849 einen Ortsteil der Gemeinde Klantendorf / Kujavy im Gerichtsbezirk Fulnek. Ab 1869 gehörte Schimmelsdorf zum Bezirk Neutitschein. Zu dieser Zeit hatte das Dorf 204 Einwohner und bestand aus 29 Häusern. Seit dem Ende des 19. Jahrhunderts wird Pohořílky als tschechischer Ortsname verwendet. Im Jahre 1900 lebten in Schimmelsdorf 169 Personen; 1910 waren es 168. Seit 1909 bestand in dem Dorf ein Gemischtwarenladen. Im Jahre 1911 löste sich Schimmelsdorf von Klantendorf los und bildete eine eigene Gemeinde. Nach dem Zusammenbruch der k.k. Monarchie wurde das Dorf 1918 Teil der neu gebildeten Tschechoslowakei. An der Kapelle wurde nach dem Ersten Weltkrieg eine Gedenktafel für die Gefallenen angebracht. Beim Zensus von 1921 lebten in den 31 Häusern der Gemeinde 171 Menschen, darunter 160 Deutsche und vier Tschechen. Im Jahre 1930 bestand Schimmelsdorf aus 31 Häusern und hatte 184 Einwohner; 1939 waren es 180. Nach dem Münchner Abkommen wurde die Gemeinde im Herbst 1938 dem Deutschen Reich zugeschlagen und gehörte zunächst zum Landkreis Neu Titschein. Im Zuge einer Neugliederung der teilweise zerschnittenen Kreise im Sudetenland wurde Schimmelsdorf zum 1. Mai 1939 dem Landkreis Wagstadt zugeordnet. Nach dem Ende des Zweiten Weltkrieges kam Pohořílky 1945 zur Tschechoslowakei zurück und wurde wieder Teil des Okres Nový Jičín. Die meisten der deutschsprachigen Bewohner wurden 1946 vertrieben und das Dorf neu besiedelt. 1949 erfolgte die Zuordnung zum neu gebildeten Okres Bílovec, der bei der Gebietsreform von 1960 wieder aufgehoben wurde. Ab 1949 wurde die Gemeinde durch einen gemeinsamen örtlichen Nationalausschuss mit Kujavy verwaltet. Im Jahre 1950 hatte Pohořílky 108 Einwohner und bestand aus 29 Häusern. Mit Beginn des Jahres 1961 erfolgte die erneute Eingemeindung nach Kujavy; zugleich kam das Dorf zum Okres Nový Jičín zurück. 1970 hatte Pohořílky 70 Einwohner. Die Kapelle wurde in den 1970er Jahren abgebrochen. Zum 1. Januar 1979 wurde Pohořílky zusammen mit Kujavy nach Fulnek eingemeindet. 1991 lebten in den 20 Häusern von Pohořílky 47 Personen. Beim Zensus von 2011 hatte das Dorf 71 Einwohner und bestand aus 27 Häusern.

## Ortsgliederung
Der Ortsteil Pohořílky bildet den Katastralbezirk Pohořílky u Kujav.

## Sehenswürdigkeiten
- Steinernes Wegkreuz an der Staatsstraße
- Gedenkstein für die Befreiung im Jahre 1945

## Ehemalige Bauwerke
- Ehemaliges Schloss Pohořílky, von dem 1756 abgebrochenen Bauwerk sind nur noch ein Keller und Reste einer mächtigen Steinmauer erhalten.
- Schutzengelkapelle, errichtet 1844, sie wurde in den 1970er Jahren abgerissen[5]